# 六神合体ゴッドマーズ
『六神合体ゴッドマーズ』（ろくしんがったいゴッドマーズ）は、日本テレビ系列で放送された東京ムービー新社製作のロボットアニメである。

## 制作
前番組の『太陽の使者 鉄人28号』が横山光輝の漫画を原作としたものだっため引き続き横山の漫画を原作にすることになり、『マーズ』が選ばれた。ただし原作が破滅をテーマとする暗い内容だったため結末を変更し、横山の了解の下登場人物も全て変更され、原作で一番大事な、主人公の死亡により地球が爆発する点のみを生かすことになった。
主人公側のロボット・ガイヤー（原作ではガイアー）と六神体が戦うという原作に対して、本作ではガイヤーと五神ロボが合体するといったように、根本となる基本設定からして異なっている。共通しているのは一部の固有名詞、ロボットの名称、マーズの意思、またはマーズの死亡によりガイヤーが爆発する設定など。
題名は当初原作にちなんで『六神合体マーズ』とされ、この仮題でアニメ誌などへの発表もなされた。「マーズ」という名称は関連商品を販売する際に既に商標が登録されていたため「ゴッドマーズ」に変更された。後に原作に忠実なOVA『マーズ』とテレビアニメ『神世紀伝マーズ』が別会社により製作された。
当初は半年の放送予定だったが、おもちゃのセールスが好調だったほか、おもちゃの購買層である低年齢層とは別に、女性ファンを中心にアニメファンの人気が高まり、1年以上放映された。ストーリーは、ギシン星編、マルメロ星編、地球編の三部構成。
スタッフは、前番組の『太陽の使者 鉄人28号』からシフトする形で参加。『マジンガーZ』、『宇宙戦艦ヤマト』などで実績のある藤川桂介がシリーズ構成に起用され、ストーリー作りに重要な役割を果たしている。
ロボット同士の合体は『UFO戦士ダイアポロン』、『宇宙大帝ゴッドシグマ』、『闘士ゴーディアン』、『最強ロボ ダイオージャ』にもあったが、これらは3体合体であり、ロボット同士での6体合体を採用したアニメは本作が最初である。
スポンサー主導で番組作りが行なわれ、主役ロボットのゴッドマーズは玩具がヒットした『ゴーディアン』や『ゴッドシグマ』と同様の変形プロセスが採り入れられた。しかし村上克司による六体のロボットが合体した線の多い複雑なデザインは当時の手描きアニメで動かすには困難であり、売り物であるはずの肝心のロボットの活躍はスポンサーへのサービス的に最後の数分間まとめて行なわれ、ジャンルとしてはロボットアニメではあるがもっぱら人間ドラマに力が注がれた。そうした事情から原作には登場しない、主人公のライバルになる美形キャラクター「マーグ」が生み出された。そして、これが初のキャラクターデザインという本橋秀之が描き、三ツ矢雄二が声をあてたマーグは主人公以上の人気を集め、本作が多くの女性ファンを獲得する原動力となった。本橋は後年のインタビューにおいて、人気の理由は絵柄より声優のおかげと語っている。特に放送当時のマーグの人気は凄まじく、マーグが死亡すると分かったときは助命嘆願書やカミソリが送られ、実際に本編で死亡した際には『あしたのジョー』の力石徹に倣って、アニメ雑誌『アニメディア』の協力で、日本テレビの南館ホールで葬儀を行うイベントが開催されたほどである。
放映中にファンが映画化希望の署名運動を行い、10万人の署名を集めた。この結果、製作された劇場版はギシン星編を再編集したものでエンディングでは署名運動の中心になったファンがクレジットされている。またテレビ最終回直前に出版された藤川桂介による小説『六神合体ゴッドマーズ 十七歳の伝説』(徳間書店)は、6年後にOVA版（1988年）が製作された。

## ストーリー
ギシン星編
全宇宙の支配を狙うギシン星・ズール皇帝がその魔手を地球に伸ばしてきた。クラッシャー隊の一人として活動していた明神タケルは、戦いの中で自らの出生の秘密を知る。タケル＝マーズは、彼を守るため造られた「ゴッドマーズ」とともにズールに立ち向かっていくが、それは血を分けた双子の兄・マーグとの悲しい戦いの始まりでもあった。
マルメロ星編
ズールを倒し、ギシン星を解放したタケルだったが、一人の少女が地球に飛来して新たな戦乱に巻き込まれる。マルメロ星の独裁者ギロンがマイナス超能力者弾圧に乗り出し、逃亡者フローレがその目標の一人であったのだ。強硬にギロンはフローレ引き渡しを要求するが、タケルは彼女を庇ったため、地球とマルメロ星は遂に戦争状態に。第三勢力として宇宙海賊ガッシュも絡み、クラッシャー隊は否応なく、プラス超能力者VSマイナス超能力者のマルメロ星の抗争に干渉して行くのだった。
地球編
マルメロ星との戦乱はギロンの死により収まった。だが、ギロンの背後には黒幕がいた。それは倒したと思われていたズールだった。超能力を使うと生命が削られるデビルリングを填められてしまったタケルは、謎のバラの騎士の支援を受けながらもズールとの最終決戦に挑んでいく。

## 登場人物

### 全編共通
マーズ / 明神 タケル（みょうじん タケル）
声 - 水島裕 / 佐々木るん（少年時代）
本作品の主人公。17歳。ギシン星人。プラス超能力者。ズールによって、産まれてすぐに拉致（強制徴用）された上で地球に送られた。ガイヤーが地球に到達した際に生まれた明神礁にて、発見者の明神博士に拾われ、我が子として育てられた。戦闘では常人を遥かに上回る身体能力に加え、両手首を交差して発生させる衝撃波や髪の毛を針状にして飛ばすという超能力を使用する。
前述の経歴からアイデンティティーは完全に地球人のそれであり、血を分けた兄マーグと邂逅を果たして実の両親のことや自身にまつわる真実、ギシン星の体制や状況を知った後も、自身は地球の人間という意識を持ち続けていた。これは戦いが終わるまで変わることがなく、マルメロ星編では異星人に出会った際「俺の名は明神タケル。宇宙名マーズだ」と名乗っていた。
飛鳥 ケンジ（あすか ケンジ）
声 - 石丸博也
23歳。主人公が所属するクラッシャー隊のリーダー。冷静沈着。マルメロ星編からは宇宙ステーション「ケレス」のキャプテンを兼任、その終盤からは防衛軍隊長に臨時昇進し、ギロンの本隊と艦隊戦を繰り広げる。
伊集院 ナオト（いじゅういん ナオト）
声 - 鈴置洋孝 / 四宮豪（スーパーロボット大戦シリーズ）
17歳。コスモ・クラッシャーの火器担当。当初は口の悪さで何かにつけてタケルに突っかかっていてぶつかり合った。
キャラクターデザインは明神タケルのボツ稿の流用。
日向 ミカ（ひゅうが ミカ）
声 - 川浪葉子
15歳（劇場版では17歳）。クラッシャー隊の紅一点。レーダー・通信担当。マルメロ星編ではガッシュに一目惚れするも、その想いから突出したことが仇になって捕えられ、結果的にガッシュを死なせる要因を作ってしまい、眼前で彼を喪ったことで悲恋に終わった。
木曽 アキラ（きそ アキラ）
声 - 塩屋翼
16歳。コスモ・クラッシャーの航法担当。メカに強いが女性に弱く、第17話ではアカネ（ロゼが化けた美少女）に騙されて手玉に取られている。
明石 ナミダ（あかし ナミダ）
声 - 山田栄子
タケルに憧れる少年。第4話でギシン星戦闘メカ「サイクロン」の竜巻攻撃によって両親を亡くしている。後にクラッシャー隊の特別隊員として入隊。微弱ながらも超能力を有する。小説版ではタケルの後継者としてガイヤーと五神ロボを操れるペンダントを受け継ぐ。
大塚（おおつか）長官
声 - 富田耕生
42歳。クラッシャー隊の所属する地球防衛軍の長官。
前番組『太陽の使者 鉄人28号』から引き続き登場している。続投はプロデューサーの堀越徹のアイデアで、『仮面ライダー』の立花藤兵衛のようになってほしいという考えによる。担当声優の富田は『太陽の使者』の大塚警部から引き続き演じている。
明神 静子（みょうじん しずこ）
声 - 前田敏子
タケルの育ての母。夫亡き後、大塚長官のとりなしで世話係という名目の下、クラッシャー隊基地でタケルと共に生活する。事ある度にタケルやクラッシャー隊員を優しくも厳しく諭し、後にロゼをも諭すなど、メンバーの精神的支えとなる。
ズール皇帝
声 - 納谷悟朗
宇宙支配を目論むギシン星の皇帝であり、恐怖政治を敷き、己に逆らったり、任務に失敗した者を絶対に許さない独裁者。例え僅かでも己に意見した者さえも「反逆者」として一片の慈悲も無く、最も残酷な手段で処断する冷血漢にして、マーズを（強引に拉致して）人間爆弾としてガイヤーと共に地球に送り込んだ張本人。マント状の上衣に身をやつし、手足を見せず、空中や宇宙空間に出現。『愛』を極度に嫌悪する。地球編にてメタール、ボーデ、ナッカ、スナッパ、キッカ、ニードの6つの"ゲシュタルト"の合身体と判明。マルメロ星編、地球編でも黒幕として暗躍。

### ギシン星編
ギシン星は第四恒星系第一番惑星に建国された星間国家。超能力者を多数輩出する星で、その勢力圏は半径一千光年を誇る。皇帝ズールにより支配されており、超能力を増幅する戦闘メカを武器に五百余りの星系と戦争を繰り広げている。『アニメック』編集部では「当然のことながら、マルメロ星の勢力圏と接し、戦いがあったであろう」と推測を述べ、両者を『宇宙戦艦ヤマトIII』のガルマン・ガミラス帝国とボラー連邦を例に挙げて説明している。
マーグ
声 - 三ツ矢雄二
17歳。マーズの双子の兄。超能力者。当初、ワールの下で気のふれた振りをして諜報活動をし、その情報をマーズにテレパシーで送っていたが、それがバレた後、ズールに（わざと不完全な状態で）洗脳され、マーズと戦わされることになる。13話でマーズに父の記憶と、母から託されていた六神ロボを操るロケットを渡す。
第14話に完全に洗脳されマーズと対決し、第19話に洗脳は解けたものの命を落とす。しかし、残留思念は生きており、マルメロ星編、地球編でも幽体などで登場する。
マーグの愛鳥
マーグのペットであった小鳥。諜報活動時にマーグの「目と耳」としてスパイ活動に使われていたが、第11話で露見してサグールに殺される。外見はクジャクとインコのキメラのような姿で、サイズは中型インコほど。
ロゼ
声 - 鵜飼るみ子
17歳。洗脳改造されたマーグの副官として、第14話から登場した超能力者。実はギシン星人ではなく第四恒星系第八番惑星植民地の出身者。思念による蝶を手から発して攻撃する。暗示と催眠の力にも長けており、マーグの洗脳を補強したり、対象を操ることもできる。また、変装術も巧みで、単独による破壊工作も行っている。マーグ亡き後、マーズに一騎討ちの決闘を申し込むが、「復讐は復讐を生むだけ」という名台詞の下、マーズの育ての母・静子に和解を促される。
その後、タケルとの再戦に敗れ、彼に助けられたことで己の使命と生きる意味に心が揺らぎ、第22話で（無意識に）故郷に戻り、妹・ルイと再会。そこで妹やマーズの生き方と強さ、そして己がズールにとって単なる道具であることを知ってルイと和解し、ズールの下から離反した後はマーズと共闘。地球編で再登場し、やがて彼を愛するようになる。
ルイ
声 - 滝沢久美子
ロゼの妹。非超能力者。第21話のロゼの回想から登場。ズールに反対し、レジスタンス活動のリーダーをしている。第22話で偶然にも自星に連行されていた、大塚長官と静子を救出。その際、別働隊に捕えられていたロゼを処刑しようとするも静子に止められたことで姉と和解し、解放作戦を辛くも成功させる。
ワール
声 - 有本欽隆
ギシン星の作戦司令官。非超能力者。ズールの副官であるが内心では己の野望のために利用しようと考えている。目的のためなら手段を選ばず、部下を平気で見捨てることも厭わない。最後は本心をズールに見破られて粛清される。
サグール
声 - 広瀬正志
ギシン星の諜報長官で超能力者。ワールの同僚。ズールに心から忠誠を誓っており、部下とは違って単なるバトルマシン（戦闘機械）ではないと考えている。しかし最後はズールに利用されただけにすぎず、ワールの襲撃を喰らい、タケルの腕の中で息を引き取った。
グール
声 - 小宮和枝
第8話に登場。ギシン星の美女超能力者。変身能力を用いてタケルに化け、宇宙空港爆破の罪をタケルに負わせようとした。後に地球へ50名の工作員を潜入させるために囮となり、敵わぬを承知で戦闘メカ「グルグル」で破壊工作を行うも戦死。
バレン
声 - 鵜飼るみ子
第10話に登場。ギシン星の美少女超能力者。発火能力とグール同様に変身能力を持つ。宇宙管制センター所長の娘、クミを殺害して入れ替わり、破壊工作を行うも正体が露見。戦闘メカ「バキューム」で応戦するが敗死する。
イデア
声 - 小林勝彦
マーグとマーズの父。ギシン星の科学庁長官であり、六神ロボの開発者。同時に反陽子エネルギーの開発者だったが、それを兵器転用しようと目論むズールに脅迫され、反陽子爆弾を作らされてしまう。ズールによって奪われたマーズを守るため、マーグに己の記憶の全てを移した後にガイヤーを除く五神ロボをゴッドマーズへ合体できるように密かに改修を加える。そしてそれをマーズの乗ったシャトルと一緒に地球に送り込んだがために、皇帝たちの怒りを買い、拷問の末、銃殺刑にされた。しかし生前に息子マーズが成長し強大なズール皇帝と戦う日を見越して、ゴッドマーズにある仕掛けと映像メッセージを遺していた。
アイーダ
声 - 平井道子
マーグとマーズの母。マーグが10歳の時、衛兵との諍いによる誤射を受けてしまい、今際の際に「いつかマーズに…」とマーグに告げながら、六神ロボを操るためのロケットを託して非業の死を遂げる。
明神 正（みょうじん ただし）
声 - 青野武
タケルの育ての父。第2話でタケルの出生の秘密を打ち明けるも、ギシン星人ギーラの攻撃を受けて死亡する。

### マルメロ星編
マルメロ星は地球より一万四千光年離れた二連惑星である。強大な軍事力を持った星間国家であり、ギシン星同様に超能力者を多く輩出するが、マイナス超能力者（タケルらプラス超能力者との相違は、テレパシー波のパターンがプラスかマイナスかの差違だけで、他は全く変わらない）は独裁者ギロンによって弾圧され、連星の片割れ、死の星と呼ばれる不毛の地へと流刑にされている。
フローレ
声 - 榊原良子
17歳。マイナス超能力者。マルメロ星編のヒロイン。ギロンのマイナス超能力者狩りによって狙われ、父母を喪いながらも地球に逃げてくるが、実はギロンの娘（第30話で判明）。マイナス超能力者として産まれてしまったため、ギロンに殺されそうになるも母・アーモと法王・シキールたちに救われ、赤子の内に養父母に預けられて育った。それ故に自分がギロンの娘であることを、額の紋章（生まれてすぐにギロンに付けられた、後継者であることの印）と母と再会して真実を告げられたことで知ることになった。
ガッシュ亡き後、フロンティア号の艦長の座を引き継ぎ、反乱軍の指揮を担うまでになる。
ギロン総統
声 - 小林修
マルメロ星総統でプラス超能力者。フローレの本当の父親。元々は軍の司令官だったが、謎の声による予言に導かれるままにマイナス超能力者狩りを行ない、総統の座を手に入れた。後にマルメロ本星を滅亡に導いたにもかかわらず、残存勢力と共にさっさと逃亡。その途上、謎の声から「地球を奪え」と唆され、マルメロ星の代わりに地球を奪い取るべく、攻撃を仕掛ける。激戦の中、月面でフローレと対決し、タケルの援護で遂に敗れた後、突如降り注いだ謎の光（ズールが放ったもの）によって消滅させられた。
バクトール
声 - 筈見純
ギロンに古くから仕える忠臣であり、現在のマルメロ軍司令官。フローレがギロンの娘であることを部下の中で唯一人知る人物。左目を失明している。マルメロ本星脱出時に事故死。
ガッシュ
声 - 野島昭生 / 曽我部和恭（第43話・第44話）
ギロンにより死の星へ流刑にされたマイナス超能力者たちのリーダーで、帆船型の戦艦・フロンティア号艦長。初期は海賊行為を行い、タケルたちと敵対していた。和解後、ミカと相思相愛になりかけるも、彼女を救出するために重傷を負い、さらに追手の銃撃を受けて、ミカに看取られながら志半ばで無念の死を遂げる。なお、遺品となった愛用の銃はミカに引き継がれた。
ガッシュの死亡は当初の構想になく、彼の容貌がアニメファンに不評であったため。脚本の藤川は、絵面のみで人物を評価せずどのような存在でありどのような生き方をして来たか考慮するよう、視聴者に苦言を呈している。
シキール
声 - 大木民夫
マルメロ星法王。大法堂の主であり、フローレの秘密を知る人物。アーモの入水を引き留め、フローレをフラウス、アッシュ夫妻（後のフローレの養父母）に預け、密かにマイナス超能力者たちへフローレの守護を呼び掛けていた。成長したフローレをアーモに引き合わせた後に大法堂に住む人たちを逃したが捕えられ、自身も危機に陥った所をガッシュに救われる。その後、再びマルメロ星に戻るも決起直後にまたしても捕えられ、ガッシュを誘き出す囮にされ、救出されるも背後の爆風による衝撃と飛んできた破片を背中に受けて致命傷を負い、ガッシュに「マーズを信じよ。お前の心を開け」と言い残して死亡。亡骸は死の星（後に「希望の星」と改められる）に埋葬された。
アーモ
声 - 武藤礼子
フローレの本当の母親。夫であるギロンから娘の殺害を命じられるが、それを拒否して共に入水しようとするもシキールとその配下に止められる。シキールの説得に応じてフローレを彼に託すが、娘の生存をギロンに知られ、監獄の地下に長い間幽閉されていたが、タケルと共にやって来たフローレと念願の再会を果たし、本当の生い立ちを娘に告げた。だが、シキールと共に捕えられ、娘たちの解放を訴えてギロンに発砲したことで、怒り狂った彼の手にかかり、フローレたちに看取られながら息を引き取った。

### 地球編
以下はズールを構成する6人のヒューマノイド。外見はメタリックな全身タイツに身を包んだ男女。頭部に目鼻立ちはあるものの、顔面はほぼ無貌で頭髪はない。
メタール
声 - 千田光男
ズールの体を司る集合生命体。頭部を構成する。
ボーデ
声 - 石田太郎
ズールの体を司る集合生命体。胴体を構成する。
スナッパー
声 - 小宮和枝
ズールの体を司る集合生命体。右腕を構成する。
ナッカー
声 - 幸田直子
ズールの体を司る集合生命体。左腕を構成する。
キッカ
声 - 広瀬正志
ズールの体を司る集合生命体。左脚を構成する。
ニード
声 - 屋良有作
ズールの体を司る集合生命体。右脚を構成する。
なお、ズールが彼ら6人の集合体であることは、最終話で彼ら自身が語るまでは明言されていなかったが、それ以前もズールが「わしの命たちよ」と彼ら（の内の一人）に語りかけるシーンは地球編で毎回のように流されていた。
バラの騎士
声 - 三ツ矢雄二
マーズが危機に陥ると助けに来る謎の騎士。その正体は死亡したマーグの精神に憑依されたロゼであった。

## ゴッドマーズ
身長：50m / 体重：1050t
装甲材質：ポジトロニューム合金（強力な自己修復機能を持つ特殊金属）
宇宙空間飛行速度：亜光速 / 大気圏飛行速度：マッハ20
マーズの脳波で操られるロボット・ガイヤーをコアとして、スフィンクス、ウラヌス、タイタン、シン、ラーの6体のロボットが六神合体した巨大ロボット。マーズの実の父であるイデアが彼を守るために建造した。ガイヤーに内蔵されている反陽子爆弾のエネルギーや五神の複合エネルギーを吸収することで動く。初合体は第2話。武装は数少ないが強力、堅牢なボディは大抵の攻撃を無効化する最強のロボット。弱点はマーズが超能力を酷使し消耗していると力が発揮できず、合体も維持できない点。合体は強大な磁力を浴びた場合も強制解除されてしまう。
他に、脳波による思考操縦のため、テレパシーシールドで思考波を遮断されると六神体を呼べなくなり、脳波攪乱光線砲でタケルの脳波を乱されると操縦が不可能になる。ただし、脳波攪乱光線はゴッドマーズに合体するとテレパシーシールドが作用して効き目がなくなる。
両腕・両脚が異なるなど手描きで動かすには難しいデザインのため、前述のように戦闘中でも最小限の動きであるが、本橋は形状の把握が難しい『ゲッターアーク』よりは楽だったと回想している。

### 武装
ゴッドファイヤー
腹部のエンブレムから照射される「G」の字に似た破壊光線。命中すると敵の装甲をエンブレムと同じ形にえぐり抜いて貫通する。登場当初の数話は決め技となった。
マーズフラッシュ
腹部の「M」の字に似たエンブレムから光が発せられると同時に実体化される剣。
ファイナルゴッドマーズ
必殺技。ゴッドファイヤーを当てて敵の動きを止めた後、マーズフラッシュを大きく振りかぶり、「ファイナル・ゴッドマーズ!」の雄叫びと同時に上段から叩き斬る。正式な技名が出たのは第7話。
ダブルマーズフラッシュ / ダブルファイナルゴッドマーズ
GBAソフト『スーパーロボット大戦D』での武装。マーグの乗るOVA版ゴッドマーズ（後述）と共にマーズフラッシュあるいはファイナルゴッドマーズを放つ技。
スーパーファイナルゴッドマーズ
PSPソフト『第2次スーパーロボット大戦Z 再世篇』で追加された武装。アニメ最終話での金色化状態（金色化の際にはアニメ同様の鳴り響く鐘のイメージが入る）からファイナルゴッドマーズを放つ。「スーパーファイナルゴッドマーズ」という名称は武装欄で便宜的に用いられる名称で、タケルが叫ぶのは「ファイナルゴッドマーズ」のまま（『第3次スーパーロボット大戦Z 天獄篇』では「スーパー」も叫んでいる）。なお、アニメ最終話で金色化した際にはマーズフラッシュを投擲したのみでファイナルゴッドマーズは未使用である。
その他にも状況に応じて六神ロボを分離させて攻撃することもある。コールガッチ戦ではウラヌスを分離させ、いわゆるロケットパンチ的な使い方をしている。

### 六神ロボ
ガイヤー以外は、イデアによって地球各地に送り込まれたロボット。どうして古代遺跡に偽装されているのか、理由は不明。
ガイヤー
身長：15m / 体重：250t
タケルを収容し、ゴッドマーズのコアになる1号機。合体時はスフィンクスに完全に格納され、全く露出しない。ただし、顔だけはゴッドマーズのマスク部にまでせり上がるため、その奥からうっすらと透けて見える。
普段は太平洋上の明神礁の石像の中に隠れている。有事の際にはタケルからのテレパシーを受信し、タケルの元へと飛んでいく。
タケルとは脳波で連動しており、タケルが死ぬと機体の動力源でもある反陽子爆弾が爆発し地球を滅ぼす仕掛けになっている（ただしギシン星編の最終決戦で反陽子エネルギーがズールへと送り込まれたため、マルメロ星編以後は爆発の危険性は一応なくなっているが、動力源としては機能している）。このため第19話で、タケルとガイヤーは大塚長官から「爆弾コンビ」と揶揄されたこともある。通常の戦闘ではタケルの超能力を増幅する。
乗員は2名。一度だけではあるが、負傷した（あるいは既に死亡していた）マーグを回収したことがある。その時にはタケルの後席にマーグが座っていた。
スフィンクス
身長：25m / 体重：300t
ゴッドマーズの頭部・胴体に変形し、ガイヤーを体内に収容する2号機。普段はエジプトの石像の中に隠れている。
武器はスフィンクス・アタック（体当たり）。他の五体とは異なり、光線のような武装は持たない。その代わりとしてガイヤー（タケル）の能力を増幅させる機能を持つ。
ウラヌス
身長：15m / 体重：100t
ゴッドマーズの右腕に変形する3号機。普段は北極の氷山の中に隠れている。
武器はウラヌス・フリーザー（冷凍光線）。なおガイヤー、スフィンクスを除く四体は、主武装であるそれぞれの光線を胸部から発する。
タイタン
身長：15m / 体重：100t
ゴッドマーズの左腕に変形する4号機。普段はインド洋の海底の石像に潜んでいる。
武器はタイタン・サイクロン（反重力光線）。
シン
身長：25m / 体重：150t
ゴッドマーズの右脚に変形する5号機。普段はアンコール遺跡の中に隠れている。
武器はシン・フレアー（熱線）。
ラー
身長：25m / 体重：150t
ゴッドマーズの左脚に変形する6号機。普段はイースター島の石像の中に隠れている。
武器はラー・パルサー（切断型の光線）。

### OVA版
OVA『十七歳の伝説』ではゴッドマーズとガイヤーは、基本能力・武装はTVアニメ版と同じだが、双方とも新規にデザインされた姿になっている。ガイヤーは頭部の形状が原作に近いものになっている。
GBAソフト『スーパーロボット大戦D』にも登場。同作品では条件を満たすことでマーグを生存させ仲間にすることができ、その際マーグが搭乗する味方ユニットとなる。本来の設定ではタケルのゴッドマーズと同一個体だが、ゲーム中ではマーグ専用の「もう一つのゴッドマーズ」として扱われ、二体のゴッドマーズの共演も可能である。

## その他のメカ

### クラッシャー隊
「地球防衛軍」の下部組織で、地球上の不測の事態に対応。大塚長官の指揮の下、タケルやナオトらが所属。3機の戦闘機に分離する大型宇宙戦闘機コスモクラッシャーを駆り、ゴッドマーズと共に戦う。
コスモクラッシャー
クラッシャー隊所属のクラッシャー1号・2号が合体した大型戦闘機。大気圏内だけではなく宇宙航行も可能。また内部にクラッシャー3号を搭載して戦闘時には敵前で3機が分離、多方向から同時攻撃するトリプルアタックを行う。
クラッシャー1号
コスモクラッシャーの胴体および機首部分となる高速戦闘機。機首は上下可変式。武器はレーザー砲。
クラッシャー2号
コスモクラッシャーの後部および主翼となる戦闘機。武器は両翼の大型レーザー砲4門。
クラッシャー3号
コスモクラッシャー内部に搭載されている垂直離着陸可能の小型戦闘機。乗員2名。武器はレーザー砲。
マリンクラッシャー
クラッシャー隊所属の日本海溝最深部でも行動できる水中探査艇。乗員1名。
コスモガン
クラッシャー隊の制式ビーム拳銃。大きく四角い銃口が特徴。
ホバーバイク
タケルの私物。浮上走行可能な単座エアバイク。動力源は不明。ガソリンエンジンと推測する資料もある
バトルキャンプ
日本は伊豆半島にあるクラッシャー隊の本部基地。マルメロ星編ではケレスへ本部が移るが、地球編では再び拠点となった。滑走路やミサイルなどの武装を備えているが、あまり防御力は高くない。
ケレス
マルメロ星編より登場。ラグランジュ点に建造されたクラッシャー隊本部の置かれた宇宙基地。
ワープカタパルト
恒星間航行のできない戦闘機や戦闘メカなどを空間転移させる射出装置。南極基地で開発が進められ、クラッシャー隊一行をギシン星勢力圏まで送り込んだ。
地球も『太陽の使者 鉄人28号』時代に宇宙戦艦コスモキャットでワープ航法技術は開発済みだが、ワープカタパルトは第19話で初めて実用化されたものである。

### ギシン星
戦闘メカ
ギシン星の主力兵器。超能力とメカニズムを融合させた有人機動兵器。ガイヤーに倒された「ローゼム」のような小型から、巨大宇宙船並の「ガニメデス」までサイズや形は千差万別だが、非人間型主体。
超能力者の力を機械的に増幅するシステムであり、基本的に各人の超能力に合わせて調整される一品物。台風や地震を起こすなど、能力もバラエティに富む。個別の名前を持つ。
ギシン星戦闘機
双胴双発単座型の戦闘機。大気圏内外兼用。主翼の付け根にあるレーザー砲2門が武器。ワープカタパルトによって恒星間出撃も可能。
マーグ専用戦闘機
マーグ専用の三発単座型の戦闘機。武装はレーザー砲2門。
司令船
戦闘メカを指揮するための戦闘指揮艦。戦闘メカの搭載能力もある大型宇宙船。
マーグ司令船
第15話より登場。洗脳されたマーグが前線指揮に用いた戦闘指揮艦。三胴艦で、艦本体より脚部となる副艦体が下部左右に伸びている。
ワール司令船
第18話より登場。ワールとサグールが用いた戦闘指揮艦。司令船というより、戦艦並の武装が施された超大型宇宙船。
第八番惑星司令船
第22話に登場。第八番惑星の司令官が搭乗する戦闘指揮艦。底部に複数の地上掃射用ビーム砲門を持ち、暴徒鎮圧用に特化している。
ロゼ専用宇宙艇
第22話から登場。恒星間航行可能なロゼ専用の単座宇宙艇。アルファベットで「LOZE」とのマーキングが胴体にある。大気圏内外兼用。地球編でも引き続き使用された。
ギシン星戦車
第22話に登場。履帯で走行するMBT。連装砲塔とミサイルランチャーを装備。第八番惑星の治安維持に当たっていたが、ルイたちに奪われ反乱軍の戦力となる。
ワープカタパルト
ギシン星は地球に先駆けてワープカタパルトを実用化しており、イデアが六神体を地球へ送った際にも使用された。

### マルメロ星
フロンティア号
ガッシュ率いる帆船を模した宇宙海賊船。武装は舷側に多数のビーム砲門と艦首に大型ビーム砲2基。宇宙空間に霧のような物を発生させて姿を消せるが、原理は不明。
フローレの小型機
フローレが使用する単座宇宙艇。小型ながら恒星間航行能力を持ち、マルメロ星を脱出して地球へと到達可能な高性能機。マルメロ星編の発端を作った機体である。
ノバ
ガッシュらマイナス超能力者が建造した自航可能な小惑星基地。ワープ航行能力を持つ。フロンティア号の母港で、第41話でマルメロ軍に破壊された。
エスパーロボ
マルメロ星の主力兵器。文字通り戦闘ロボットで、ギシン星の戦闘メカと違い有人型は少ない。やはり能力や形は千差万別だが、ロボと称するだけあって人型や動物型が多い。サイズはゴッドマーズ級の比較的大型な物が標準サイズ。
武装はビーム砲などの火器主体で、個別に名を持たず、戦闘メカに比較して規格化された工業製品的な機動兵器だといえる。
大半が無人型で弱いと思われがちだが、その多くが脳波攪乱光線砲を持ち、タケルに苦痛を与えてしばしば六神体を操縦不能に陥らせている。
マルメロ星戦闘機
単発単座型の戦闘機。大気圏内外兼用。武装は機首のパルスレーザー砲と胴体下部にミサイルランチャー4基。ワープカタパルト無しで恒星間航行可能な長距離型。
司令船
マルメロ軍の戦闘指揮艦。エスパーロボを搭載可能な他、ザザやビデルの司令船のように、艦体の一部を分離させてエスパーロボとして運用できるものが多い。
ギシン星と違ってマルメロ星は司令船の数が段違いに多いので、エスパーロボとして使える特徴的な艦だけを挙げる。
ザザ司令船
第26、27話に登場。攻撃司令官ザザが用いた戦闘指揮艦。超大型で艦橋部が分離してエスパーロボになる。
ビデル司令船
第28話に登場。マーズをプラス超能力者だとして自陣営に引き込まんとするビデルが用いた戦闘指揮艦。艦首部が分離・変形してエスパーロボになる。
ダン司令船
第41話に登場。ガッシュ討伐に向かうダンが用いた戦闘指揮艦。ザザの艦とは逆に艦本体自身がエスパーロボで、ブリッジの方が離脱する。
超空間ミサイル
いわゆる恒星間弾道弾で、マルメロ星から地球を直接攻撃可能なワープミサイル。弾着直前にワープアウトするので迎撃が困難。
潜水艦
マルメロ軍の潜水艦。武装は艦首に魚雷発射管4門。上甲板に8連装対空ミサイルVLS1基。マルメロ星の海中に潜み、大陸間を移動中のタケルやガッシュ一行らを対空ミサイルで襲うが、六神体に返り討ちにあって撃沈される。
マルメロ軍大型ヘリコプター
第43話に登場。ヘリコプターという名だが回転翼を持たない箱形のホバークラフト。武装は機首にミサイル1門。逃走するミカを捕らえて、高速で離脱したVTOL輸送機。
磁力砲
惑星の地磁気を集めて照射する超大型自走砲。マルメロ星主要部へ多数が配備された。防御力も極めて高く六神合体を破壊することが可能だが、磁力砲の使いすぎによってマルメロ星自体が居住不能惑星になってしまう。
宇宙艦艇
マルメロ軍は宇宙艦隊を重視しているらしく、戦闘指揮艦のみならず大小様々な宇宙戦闘艦を保有しており、大艦隊を組んで地球へ迫った。
設定書によると戦艦の日向級、巡洋艦の夕張級がある。
ガッシュの拳銃
ルガーP08を彷彿させるビームガン。銃身がカービン並みに長い。彼の死後、フローレからミカへ託された。

### 地球編
デビルリング
ズールがタケルの両手首に填めた超能力抑制用の光るブレスレット。超能力を使うと苦痛が体を襲い、その生命力を著しく減衰させ、寿命を削る。
戦闘メカ
ズール分離体の6人が作戦時に使用する戦闘メカ。直線的なフォルムのギシン星の物とは違い、形状は有機的な曲線タイプでどこか生物的な印象を与える。これをどこから調達をしていたのかは不明である。
スペースボード
バラの騎士が操るスノーボード状の宇宙機動ユニット。板の上に立ち、方向転換などは体重移動で行うものと見られる。

## スタッフ
- 原作 - 横山光輝
- 企画 - 吉川斌
- プロデューサー - 堀越徹、赤川茂、清水篤、高橋靖二
- シリーズ構成 - 藤川桂介
- チーフディレクター - 今沢哲男
- キャラクターデザイン - 本橋秀之[5]
- メカニックデザイン - 亀垣一
- 作画監督 - 本橋秀之[5]
- 美術監督 - 石垣努
- 撮影監督 - 新井隆文
- 録音監督 - 伊達渉
- 選曲 - 東上別符精
- 音楽 - 若草恵
- 文芸担当 - 小野田博之
- 制作担当 - 松元理人
- 背景 - 石垣プロダクション
- 録音調整 - 丹波晴道
- 効果 - 横山正和
- 編集 - 鶴渕允寿、高橋和子
- タイトル - 高具秀雄
- 色指定 - 池内道子
- 録音 - 東北新社
- 現像 - 東京現像所
- 製作 - 東京ムービー新社

## 主題歌・挿入歌
オープニングテーマ - 「宇宙の王者! ゴッドマーズ」
作詞 - 三浦徳子 / 作曲 - 小田裕一郎 / 編曲 - 若草恵 / 歌 - 樋浦一帆
エンディングテーマ
「愛の金字塔」
作詞 - 三浦徳子 / 作曲 - 小田裕一郎 / 編曲 - 若草恵 / 歌 - 樋浦一帆
「17才の伝説」（最終話）
作詞 - 藤川桂介 / 作曲 - 若草恵 / 編曲 - 若草恵 / 歌 - 三ツ矢雄二
挿入歌
「銀河に一人」（第11話）
作詞 - 藤川桂介 / 作曲 - 若草恵 / 編曲 - 若草恵 / 歌 - 水島裕
「戦士の詩」
作詞 - 藤川桂介 / 作曲 - 若草恵 / 編曲 - 若草恵 / 歌 - 水島裕
「ララバイ・マーズ」
作詞 - 藤川桂介 / 作曲 - 若草恵 / 編曲 - 若草恵 / 歌 - 三ツ矢雄二
劇場版
オープニングテーマ - 「Birthday City」
作詞 - 三浦徳子 / 作曲 - 小田裕一郎 / 編曲 - 若草恵 / 歌 - 川原田新一
エンディングテーマ - 「愛のストーリィ」
作詞 - 三浦徳子 / 作曲 - 小田裕一郎 / 編曲 - 若草恵 / 歌 - 川原田新一
OVA版
オープニングテーマ - 「星屑の伝説」
作詞 - 三浦徳子 / 作曲 - 工藤崇 / 編曲 - 矢野立美 / 歌 - 三ツ矢雄二・水島裕
エンディングテーマ - 「風の中を」
作詞 - 三浦徳子 / 作曲 - 馬場孝幸 / 編曲 - 矢野立美 / 歌 - 水谷優子
30周年記念Blu-ray BOX 特典CD
30周年記念ソング -「遥かな時を越えて」
作詞 - 友利歩未 / 作曲 - 若草恵 / 編曲 - 若草恵 / 歌 - 樋浦一帆
補足
主題歌の歌詞はなかなか決まらず、レコーディング当日になって完成させた。
オープニング映像は第41話から一新。「ゴッドマーズ!!!!!」という最初の叫び声の際のシーンと一部の合体シークエンス映像だけは、そのまま残された。
第41話はマルメロ星編の途中であるが、新OP画面にはズールが映っており、地球編での再登場を暗示させる物となっている。なお同時に、「ゾンデ」「バキューム」「ランドーラ」の3体のギシン星編の戦闘メカも登場する。バキュームが異様に大きいのはバンダイから当時、発売されたプラモデルの宣伝のためと言われている。なお、敵メカのプラモデルとしては、「ゾンデ」「バキューム」の他に「コールガッチ」「グルダー」「バルバラ」「パンドラ」がラインナップされていた。
オープニングでの叫び声は、主題歌を歌っていた樋浦一帆が担当した。これは、2011年に行われた30周年記念イベントで明確になった。それ以前は、明神タケルの声を担当した水島裕によるものだと思っていたファンもいたようである。また、水島本人も誰が担当していたかわからなかったと答えている。
上記主題歌・挿入歌を収録したEPレコードは、いずれもキングレコード（スターチャイルドレーベル）から発売された。また、日本コロムビアからは、水木一郎の歌唱によるカヴァー版が発売された。
『17才の伝説』のシングルレコードはキングレコードの1982年「シングル・ヒット賞」を受賞した。

## 各話リスト
| 話数 | サブタイトル                      | 脚本     | （コンテ） 演出         | 登場敵メカ                            |
| ---- | --------------------------------- | -------- | ----------------------- | ------------------------------------- |
| 1    | オレはだれだ?!                    | 藤川桂介 | 今沢哲男                | 戦闘メカ・バルバラ                    |
| 2    | でた! 脅威の六神合体              | 藤川桂介 | 山吉康夫                | 戦闘メカ・ギララ                      |
| 3    | おそるべき秘密                    | 城山昇   | 広川和之                | 戦闘メカ・グルダー                    |
| 4    | 孤独な超人タケル                  | 田口成光 | 今沢哲男                | 戦闘メカ・サイクロン                  |
| 5    | さらば! 愛する地球よ              | 田口成光 | （生家三毛造） 出﨑哲   | 戦闘メカ・バースト                    |
| 6    | 六神合体ができない!?              | 藤川桂介 | 山吉康夫                | 戦闘メカ・バキバキ                    |
| 7    | 冥王星は地獄の星!                 | 藤川桂介 | 広川和之                | 戦闘メカ・コールガッチ                |
| 8    | 爆破犯人はタケル!?                | 藤川桂介 | 今沢哲男                | 戦闘メカ・グルグル                    |
| 9    | SOS! 東京沈没                     | 田口成光 | 西村純二                | 戦闘メカ・ジシン                      |
| 10   | 宇宙からきた少女!                 | 田口成光 | 広川和之                | 戦闘メカ・バキューム                  |
| 11   | 謎の声はだれだ?!                  | 藤川桂介 | 山吉康夫                | 戦闘メカ・パンドラ                    |
| 12   | 対決! マーズとマーグ              | 藤川桂介 | 今沢哲男                | 戦闘メカ・ゾンデ                      |
| 13   | 皇帝ズールをたおせ!               | 藤川桂介 | 西村純二                | (ズールの分身)                        |
| 14   | 悲しき戦士・マーグ                | 藤川桂介 | （生家三毛造） 今沢哲男 | 戦闘メカ・ゴアンダ                    |
| 15   | 六神合体がくずれる!               | 藤川桂介 | 広川和之                | 戦闘メカ・ダンドック                  |
| 16   | あやつり人形ミカ!                 | 城山昇   | 山吉康夫                | 戦闘メカ・ガニメデス                  |
| 17   | アキラの恋人は女戦士              | 田口成光 | 今沢哲男                | 戦闘メカ・ロゼットン                  |
| 18   | 南極はタケルの墓場だ!             | 藤川桂介 | 西村純二                | 戦闘メカ・ランドーラ                  |
| 19   | マーグ・地球に死す!               | 藤川桂介 | 広川和之                | 戦闘メカ・ゼーロン                    |
| 20   | 復しゅうに燃えろ!                 | 城山昇   | （生家三毛造） 今沢哲男 | 戦闘メカ・イーグラム                  |
| 21   | どれい惑星の対決!                 | 藤川桂介 | 山吉康夫                | 戦闘メカ・ローゼム 戦闘メカ・ジロンド |
| 22   | うらぎり者ロゼ!                   | 藤川桂介 | 西村純二                | 戦闘メカ・キュルタクス                |
| 23   | 卑劣な皇帝ズール!!                | 城山昇   | 今沢哲男                | 戦闘メカ・ギャンドーラ                |
| 24   | 反陽子爆弾・バクハツ!?            | 田口成光 | 青木悠三                | (ズールの分身)                        |
| 25   | 新たな絆・別れ・出発（たびだち）! | 藤川桂介 | 山吉康夫                | (皇帝ズール)                          |

| 話数 | サブタイトル                     | 脚本     | （コンテ） 演出       | 登場敵メカ                                                    |
| ---- | -------------------------------- | -------- | --------------------- | ------------------------------------------------------------- |
| 26   | 危機を招く脱走者                 | 藤川桂介 | 今沢哲男              | エスパーロボ・ガリヤアタッカー エスパーロボ・ビッグファイター |
| 27   | プラス対マイナスの運命（さだめ） | 城山昇   | 広川和之              | エスパーロボ・ビッグファイター                                |
| 28   | 謎の宇宙海賊船                   | 田口成光 | 西村純二              | エスパーロボ・デルモンスター                                  |
| 29   | フローレの危険な仲間             | 藤川桂介 | 山吉康夫              | エスパーロボ・ロッサイダー                                    |
| 30   | 一人ぼっちのフローレ             | 城山昇   | 青木悠三              | エスパーロボ・マスラス                                        |
| 31   | 宣戦布告                         | 田口成光 | （藤原良二） 今沢哲男 | (マルメロ司令船[デノン艦])                                    |
| 32   | 略奪されたフローレ               | 藤川桂介 | 今沢哲男              | (マルメロ艦隊・中型戦艦[日向])                                |
| 33   | タケル対ガッシュ!                | 藤川桂介 | 西村純二              | エスパーロボ・スケリアン                                      |
| 34   | マーズ、死ぬのは早い!            | 藤川桂介 | 山吉康夫              | エスパーロボ・デストブライアン                                |
| 35   | とらえられたタケル               | 城山昇   | 広川和之              | エスパーロボ・リムストラン                                    |
| 36   | 宇宙の墓場                       | 藤川桂介 | 西村純二              | エスパーロボ・キルシャ                                        |
| 37   | 母と娘（こ）のめぐりあい         | 藤川桂介 | 今沢哲男              | エスパーロボ・グラードン                                      |
| 38   | 父、ギロンとの出会い             | 藤川桂介 | 西村純二              | エスパーロボ・スキュスワル                                    |
| 39   | 悲劇のタケル                     | 田口成光 | 山吉康夫              | 偽ゴッドマーズ                                                |
| 40   | よみがえったマーグ               | 藤川桂介 | 広川和之              | エスパーロボ・ドルコン                                        |
| 41   | 宇宙にかける友情                 | 藤川桂介 | 青木悠三              | エスパーロボ・ゴルム                                          |
| 42   | 屍を越えて行け!                  | 田口成光 | 西村純二              | エスパーロボ・ビグパッグ                                      |
| 43   | ガッシュの誤算                   | 城山昇   | 山吉康夫              | エスパーロボ・ソードン                                        |
| 44   | ガッシュ、安らかに眠れ           | 城山昇   | 今沢哲男              | エスパーロボ・ノースレイ                                      |
| 45   | ゴッドマーズが危ない!            | 藤川桂介 | 広川和之              | (磁力砲)                                                      |
| 46   | 地獄のマルメロ星                 | 藤川桂介 | 青木悠三              | (磁力砲)                                                      |
| 47   | 宿命! 親子の対決                 | 藤川桂介 | 西村純二              | エスパーロボ・ライバック                                      |
| 48   | 危機せまるマルメロ星!            | 田口成光 | 山吉康夫              | エスパーロボ・ギガン                                          |
| 49   | ギロン、地球を狙う               | 城山昇   | （鍋島修） 今沢哲男   | エスパーロボ・ダルマック                                      |
| 50   | 迫る運命の対決!                  | 藤川桂介 | 広川和之              | エスパーロボ・バグスター                                      |
| 51   | ズール現る!                      | 藤川桂介 | 西村純二              | 戦闘メカ・ダイダロス                                          |

| 話数 | サブタイトル                 | 脚本     | （コンテ） 演出       | 登場敵メカ                              |
| ---- | ---------------------------- | -------- | --------------------- | --------------------------------------- |
| 52   | タケルの命がない!?           | 藤川桂介 | 今沢哲男              | 戦闘メカ・マンティスター                |
| 53   | 限られた命                   | 城山昇   | 山吉康夫              | 戦闘メカ・ユニキュロット                |
| 54   | 別離（わかれ）! タケルとロゼ | 田口成光 | 青木悠三              | 戦闘メカ・ブリザーム                    |
| 55   | 炎の中にマーグを見た         | 城山昇   | （鍋島修） 今沢哲男   | 戦闘メカ・アンコーン                    |
| 56   | 心の中の敵をくだけ!          | 田口成光 | 西村純二              | 戦闘メカ・ロンギューン                  |
| 57   | バラの騎士 君は…?!           | 藤川桂介 | 越智一裕              | 戦闘メカ・バッフル                      |
| 58   | 心のやすらぎは…いつに        | 城山昇   | 山吉康夫              | 戦闘メカ・ギャミラード                  |
| 59   | ノアの反乱                   | 田口成光 | 西村純二              | 戦闘メカ・アイオン                      |
| 60   | タケル、愛の奇蹟             | 城山昇   | 青木悠三              | 戦闘メカ・バッファロン                  |
| 61   | タケル、最後の誕生日?        | 田口成光 | （越智一裕） 今沢哲男 | 戦闘メカ・モノケロン                    |
| 62   | 運命のバラの騎士             | 藤川桂介 | 西村純二              | 戦闘メカ・サラマドラ                    |
| 63   | 生きた愛した戦った           | 藤川桂介 | 山吉康夫              | (死の国のズール)                        |
| 64   | 銀河へはじめての笑顔を       | 藤川桂介 | 今沢哲男              | 戦闘メカ・ゼッドファイナー (皇帝ズール) |

## 放送局
放送時間の出典は右記のものを使用。
系列は放送当時のもの。
| 放送地域   | 放送局             | 放送期間                                                                           | 放送日時                                                                        | 放送系列                                     | 備考              |
| ---------- | ------------------ | ---------------------------------------------------------------------------------- | ------------------------------------------------------------------------------- | -------------------------------------------- | ----------------- |
| 関東広域圏 | 日本テレビ         | 1981年10月2日 - 1982年4月2日 1982年4月9日 - 12月24日                               | 金曜 18:00 - 18:30 金曜 17:30 - 18:00                                           | 日本テレビ系列                               | キー局            |
| 北海道     | 札幌テレビ         |                                                                                    | 日曜 8:30 - 9:00                                                                | 日本テレビ系列                               |                   |
| 青森県     | 青森放送           |                                                                                    | 木曜 17:30 - 18:00                                                              | 日本テレビ系列 テレビ朝日系列                |                   |
| 岩手県     | テレビ岩手         |                                                                                    | 水曜 17:30 - 18:00                                                              | 日本テレビ系列                               |                   |
| 秋田県     | 秋田放送           |                                                                                    | 水曜 17:30 - 18:00                                                              | 日本テレビ系列                               |                   |
| 山形県     | 山形放送           |                                                                                    | 金曜 17:30 - 18:00（1982年4月16日まで） 木曜 17:30 - 18:00（1982年4月22日から） | 日本テレビ系列 テレビ朝日系列                |                   |
| 宮城県     | ミヤギテレビ       | - 1983年1月28日                                                                    | 金曜 17:00 - 17:30                                                              | 日本テレビ系列                               |                   |
| 福島県     | 福島中央テレビ     | 1981年10月22日 - 1983年1月20日                                                     | 木曜 18:00 - 18:30（第23話まで） 木曜 17:45 - 18:15（第24話から）               | 日本テレビ系列                               |                   |
| 新潟県     | テレビ新潟         | （1981年11月時点） （1982年11月時点）                                              | 金曜 18:00 - 18:30 金曜 17:30 - 18:00                                           | 日本テレビ系列                               |                   |
| 長野県     | テレビ信州         | 1981年10月2日 - 1982年9月 1982年10月15日 - 1983年1月21日                           | 金曜 18:00 - 18:30 金曜 17:10 - 17:40                                           | 日本テレビ系列 テレビ朝日系列                | [ 注 7 ]          |
| 山梨県     | 山梨放送           |                                                                                    | 土曜 16:00 - 16:30                                                              | 日本テレビ系列                               |                   |
| 石川県     | 北陸放送           | 1981年11月11日 - 1982年4月14日 1982年4月17日 - 1983年2月26日                       | 水曜 17:30 - 18:00 土曜 7:00 - 7:30                                             | TBS系列                                      |                   |
| 福井県     | 福井放送           | 1982年2月1日 -                                                                     | 月曜 17:20 - 17:50                                                              | 日本テレビ系列                               |                   |
| 静岡県     | 静岡第一テレビ     |                                                                                    | 金曜 18:00 - 18:30                                                              | 日本テレビ系列                               |                   |
| 中京広域圏 | 中京テレビ         |                                                                                    | 金曜 17:30 - 18:00                                                              | 日本テレビ系列                               |                   |
| 近畿広域圏 | よみうりテレビ     |                                                                                    | 金曜 18:00 - 18:30                                                              | 日本テレビ系列                               |                   |
| 広島県     | 広島テレビ         |                                                                                    | 土曜 8:00 - 8:30                                                                | 日本テレビ系列                               |                   |
| 山口県     | 山口放送           |                                                                                    | 金曜 17:15 - 17:45                                                              | 日本テレビ系列 テレビ朝日系列                |                   |
| 愛媛県     | 南海放送           |                                                                                    | 土曜 7:00 - 7:30                                                                | 日本テレビ系列                               |                   |
| 高知県     | 高知放送           |                                                                                    | 木曜 17:30 - 18:00                                                              | 日本テレビ系列                               |                   |
| 福岡県     | 福岡放送           | 1981年10月2日 - 1982年3月26日 1982年4月2日 - 10月1日 1982年12月20日 - 1983年1月7日 | 金曜 17:00 - 17:30 金曜 17:30 - 18:00 月曜 - 金曜 10:30 - 11:00                 | 日本テレビ系列                               | [ 注 8 ] [ 注 9 ] |
| 熊本県     | テレビ熊本         | 1981年11月25日 - 1982年3月                                                         | 水曜 17:30 - 18:00                                                              | フジテレビ系列 テレビ朝日系列                | [ 注 10 ]         |
| 熊本県     | くまもと県民テレビ | 1982年4月 -                                                                        | 金曜 17:30 - 18:00                                                              | 日本テレビ系列                               | [ 注 11 ]         |
| 大分県     | テレビ大分         |                                                                                    | 月曜 17:30 - 18:00                                                              | フジテレビ系列 日本テレビ系列 テレビ朝日系列 |                   |
| 宮崎県     | テレビ宮崎         |                                                                                    | 木曜 17:30 - 18:00                                                              | フジテレビ系列 日本テレビ系列 テレビ朝日系列 |                   |
| 鹿児島県   | 鹿児島テレビ       | （1981年11月時点） （1982年11月時点）                                              | 水曜 17:15 - 17:45 水曜 17:30 - 18:00                                           | フジテレビ系列 日本テレビ系列                | [ 注 12 ]         |
| 沖縄県     | 琉球放送           |                                                                                    | 水曜 17:30 - 18:00                                                              | TBS系列                                      |                   |

## 関連作品

### 漫画
- 冒険王1981年11月号 - 1982年8月号連載 作画：岸本修

### 小説
- 藤川佳介『六神合体ゴッドマーズ』全3巻（1982-1983年）
- 藤川佳介『六神合体ゴッドマーズ 十七歳の伝説』（1982年）